# Nicklas Kulti
Nicklas Kulti (Stockholm, 2 april 1971) is een Zweeds voormalig tennisser. Bij de junioren won Kulti in 1989 de Australian Open en Wimbledon in het enkelspel en was hij verliezend finalist in de US Open. Hierna begon Kulti aan zijn profcarrière, waarin hij drie ATP-toernooien in het enkelspel en dertien ATP-toernooien in het dubbelspel op zijn naam schreef.
Kulti maakte deel uit van het Zweedse team dat de Davis Cup won in 1997 en 1998. Na zijn sportloopbaan ging hij samen met Magnus Norman en Mikael Tillström de Good to Great-tennisacademie leiden.

## Palmares
| Legenda                       | Legenda               |
| ----------------------------- | --------------------- |
| Grand Slam                    |                       |
| Olympische Spelen             |                       |
| tot 2009                      | vanaf 2009            |
| Tennis Masters Cup            | ATP Finals            |
| ATP Masters Series            | ATP Tour Masters 1000 |
| ATP International Series Gold | ATP Tour 500          |
| ATP International Series      | ATP Tour 250          |

### Enkelspel
| Nr.              | Datum            | Toernooi     | Ondergrond | Tegenstander in finale | Score            | Details |
| ---------------- | ---------------- | ------------ | ---------- | ---------------------- | ---------------- | ------- |
| Gewonnen finales |                  |              |            |                        |                  |         |
| 1.               | 6 januari 1991   | ATP Adelaide | Hardcourt  | Michael Stich          | 6-3, 1-6, 6-2    | Details |
| 2.               | 10 januari 1993  | ATP Adelaide | Hardcourt  | Christian Bergström    | 3-6, 7-5, 6-4    | Details |
| 3.               | 23 juni 1996     | ATP Halle    | Gras       | Jevgeni Kafelnikov     | 6-7(5), 6-3, 6-4 | Details |
| Verloren finales |                  |              |            |                        |                  |         |
| 1.               | 12 augustus 1990 | ATP Praag    | Gravel     | Jordi Arrese           | 6-7(3), 6-7(6)   | Details |
| 2.               | 7 maart 1993     | Kopenhagen   | Tapijt (i) | Andrej Olchovski       | 5-7, 6-3, 2-6    | Details |
| 3.               | 5 mei 1996       | ATP Atlanta  | Gravel     | Karim Alami            | 3-6, 4-6         | Details |
| 4.               | 13 juni 1999     | ATP Halle    | Gras       | Nicolas Kiefer         | 3-6, 2-6         | Details |

### Dubbelspel
| Nr.                           | Datum             | Toernooi           | Ondergrond    | Partner              | Tegenstanders in finale             | Score               | Details |
| ----------------------------- | ----------------- | ------------------ | ------------- | -------------------- | ----------------------------------- | ------------------- | ------- |
| Gewonnen finales heren dubbel |                   |                    |               |                      |                                     |                     |         |
| 1.                            | 8 maart 1992      | ATP Kopenhagen     | Tapijt (i)    | Magnus Larsson       | Hendrik Jan Davids Libor Pimek      | 6-3, 6-4            | Details |
| 2.                            | 2 augustus 1992   | ATP San Marino     | Gravel        | Mikael Tillström     | Cristian Brandi Federico Mordegan   | 6-2, 6-2            | Details |
| 3.                            | 24 april 1994     | ATP Monte-Carlo    | Gravel        | Magnus Larsson       | Jevgeni Kafelnikov Daniel Vacek     | 3-6, 7-6, 6-4       | Details |
| 4.                            | 25 februari 1996  | ATP Antwerpen      | Tapijt (i)    | Jonas Björkman       | Jevgeni Kafelnikov Menno Oosting    | 6-4, 6-4            | Details |
| 5.                            | 14 april 1996     | ATP New Delhi      | Hardcourt     | Jonas Björkman       | Byron Black Sandon Stolle           | 4-6, 6-4, 6-4       | Details |
| 6.                            | 4 mei 1997        | ATP Atlanta        | Gravel        | Jonas Björkman       | Scott Davis Kelly Jones             | 6-2, 7-6            | Details |
| 7.                            | 13 juli 1997      | ATP Båstad         | Gravel        | Mikael Tillström     | Magnus Gustafsson Magnus Larsson    | 6-0, 6-3            | Details |
| 8.                            | 15 februari 1998  | ATP St. Petersburg | Tapijt(i)     | Mikael Tillström     | Marius Barnard Brent Haygarth       | 3-6, 6-3, 7-6       | Details |
| 9.                            | 15 november 1998  | ATP Stockholm      | Hardcourt (i) | Mikael Tillström     | Chris Haggard Peter Nyborg          | 7-5, 3-6, 7-5       | Details |
| 10.                           | 24 april 2000     | ATP Barcelona      | Gravel        | Mikael Tillström     | Paul Haarhuis Sandon Stolle         | 6-2, 6-7(2), 7-6(5) | Details |
| 11.                           | 18 juni 2000      | ATP Halle          | Gras          | Mikael Tillström     | Mahesh Bhupathi David Prinosil      | 6-2, 6-3            | Details |
| 12.                           | 16 juli 2000      | ATP Båstad         | Gravel        | Mikael Tillström     | Andrea Gaudenzi Diego Nargiso       | 4-6, 6-2, 6-3       | Details |
| 13.                           | 19 november 2000  | ATP Parijs         | Tapijt (i)    | Maks Mirni           | Paul Haarhuis Daniel Nestor         | 6-4, 7-5            | Details |
| Verloren finales heren dubbel |                   |                    |               |                      |                                     |                     |         |
| 1.                            | 10 juli 1994      | ATP Båstad         | Gravel        | Mikael Tillström     | Jan Apell Jonas Björkman            | 6–2, 6–3            | Details |
| 2.                            | 2 oktober 1994    | ATP Kuala Lumpur   | Hardcourt     | Lars-Anders Wahlgren | Jacco Eltingh Paul Haarhuis         | 6-0, 7-5            | Details |
| 3.                            | 10 juni 1995      | Roland Garros      | Gravel        | Magnus Larsson       | Jacco Eltingh Paul Haarhuis         | 6-7(3), 6-4, 6-1    | Details |
| 4.                            | 24 maart 1996     | ATP St. Petersburg | Tapijt (i)    | Peter Nyborg         | Jevgeni Kafelnikov Andrej Olchovski | 6-3, 6-4            | Details |
| 5.                            | 28 april 1996     | ATP Monte Carlo    | Gravel        | Jonas Björkman       | Ellis Ferreira Jan Siemerink        | 3-6, 6-3, 6-2       | Details |
| 6.                            | 4 augustus 1996   | ATP Los Angeles    | Hardcourt     | Jonas Björkman       | Marius Barnard Piet Norval          | 7-5, 6-2            | Details |
| 7.                            | 18 augustus 1996  | ATP New Haven      | Hardcourt     | Jonas Björkman       | Byron Black Grant Connell           | 6-4, 6-4            | Details |
| 8.                            | 17 augustus 1997  | Indianapolis       | Hardcourt     | Jonas Björkman       | Michael Tebbutt Mikael Tillström    | 6-3, 6-2            | Details |
| 9.                            | 6 september 1997  | US Open            | Hardcourt     | Jonas Björkman       | Jevgeni Kafelnikov Daniel Vacek     | 7-6, 6-3            | Details |
| 10.                           | 3 mei 1998        | ATP Praag          | Gravel        | Fredrik Bergh        | Wayne Arthurs Andrew Kratzmann      | 6-1, 6-1            | Details |
| 11.                           | 11 juli 1999      | ATP Båstad         | Gravel        | Mikael Tillström     | David Adams Jeff Tarango            | 7-6(6), 6-4         | Details |
| 12.                           | 19 september 1999 | Bournemouth        | Gravel        | Michael Kohlmann     | David Adams Jeff Tarango            | 6-3, 6-7(5), 7-6(5) | Details |

## Prestatietabel
| Legenda | Legenda                          |
| ------- | -------------------------------- |
| g.t.    | geen toernooi gehouden           |
| l.c.    | lagere categorie                 |
| –       | niet deelgenomen                 |
| G       | uitgeschakeld in de groepsfase   |
| 1R      | uitgeschakeld in de eerste ronde |
| 2R      | uitgeschakeld in de tweede ronde |
| 3R      | uitgeschakeld in de derde ronde  |
| 4R      | uitgeschakeld in de vierde ronde |
| KF      | uitgeschakeld in de kwartfinale  |
| HF      | uitgeschakeld in de halve finale |
| F       | de finale verloren               |
| W       | het toernooi gewonnen            |
| w-v     | winst/verlies-balans             |

### Enkelspel
| Toernooi        | 1989 | 1990 | 1991 | 1992 | 1993 | 1994 | 1995 | 1996 | 1997 | 1998 | 1999 | 2000 |
| --------------- | ---- | ---- | ---- | ---- | ---- | ---- | ---- | ---- | ---- | ---- | ---- | ---- |
| Australian Open | 3R   | 1R   | 1R   | 2R   | 2R   | 3R   | 2R   | 3R   | 2R   | –    | –    | 1R   |
| Roland Garros   | 1R   | 3R   | 2R   | KF   | 1R   | 2R   | –    | 1R   | 1R   | –    | –    | –    |
| Wimbledon       | –    | –    | 1R   | 2R   | 1R   | 1R   | –    | 1R   | 2R   | –    | –    | –    |
| US Open         | –    | –    | 1R   | 1R   | 2R   | 2R   | 1R   | 1R   | –    | –    | 1R   | –    |

### Dubbelspel
| Toernooi        | 1991 | 1992 | 1993 | 1994 | 1995 | 1996 | 1997 | 1998 | 1999 | 2000 | 2001 |
| --------------- | ---- | ---- | ---- | ---- | ---- | ---- | ---- | ---- | ---- | ---- | ---- |
| Australian Open | –    | –    | –    | –    | 1R   | 1R   | 3R   | 1R   | 3R   | 3R   | 2R   |
| Roland Garros   | 1R   | –    | –    | 2R   | F    | KF   | 2R   | 1R   | HF   | 3R   | KF   |
| Wimbledon       | –    | –    | –    | –    | –    | KF   | KF   | KF   | 1R   | HF   | –    |
| US Open         | –    | –    | –    | HF   | 3R   | 1R   | F    | 3R   | 1R   | 3R   | –    |